# Visceral Games
Visceral Games, tidigare känd som EA Redwood Shores, var en amerikansk datorspelsutvecklare som ägdes av Electronic Arts. Företaget grundades 1998 och verkade fram till 17 oktober 2017. Företaget är främst känt för utvecklingen av skräckspelsserien Dead Space.
Bolaget blev nedstängt 2017 av deras moderbolag efter ett bråk om pengar som skedde på grund av dålig försäljning av Visceral Games senare spel.

## Spel
| Titel                                         | Släpps | Plattform                                                                      |
| --------------------------------------------- | ------ | ------------------------------------------------------------------------------ |
| James Bond 007: Agent Under Fire              | 2001   | PlayStation 2, Gamecube                                                        |
| James Bond 007: Everything Or Nothing         | 2003   | PlayStation 2, Xbox, Gamecube                                                  |
| The Lord of the rings: The return of the king | 2003   | PlayStation 2, Xbox, Gamecube, Game Boy Advance, Microsoft Windows, Macintosh  |
| James Bond 007: From Russia With Love         | 2001   | PlayStation 2, Gamecube                                                        |
| The Simpsons Game                             | 2007   | PlayStation 2, PlayStation 3, Xbox 360, PlayStation Portable, Nintendo DS, Wii |
| Dead Space                                    | 2008   | PlayStation 3, Xbox 360, Microsoft Windows                                     |
| The Godfather II                              | 2009   | PlayStation 3, Xbox 360, Microsoft Windows                                     |
| Dead Space: Extraction                        | 2009   | Wii                                                                            |
| The Sims 3                                    | 2009   | Microsoft Windows, Mac OS, Iphone OS, mobila enheter                           |
| The Sims 3: World Adventures                  | 2009   | Microsoft Windows, Mac OS, Iphone OS, mobila enheter                           |
| Dante's Inferno                               | 2010   | PlayStation 3, Xbox 360, PlayStation Portable                                  |
| Dead Space Ignition                           | 2010   | PlayStation 3 (PlayStation Network), Xbox 360 (Xbox Live Arcade)               |
| Dead Space 2                                  | 2011   | PlayStation 3, Xbox 360, Microsoft Windows                                     |
| The Ripper                                    | 2011   | PlayStation 3, Xbox 360,                                                       |
| Dead Space 3                                  | 2013   | PlayStation 3, Xbox 360, Microsoft Windows                                     |
| Battlefield Hardline                          | 2015   | PlayStation 3, Playstation 4, Xbox 360, Xbox One, Microsoft Windows            |